# Weitzschen (Wüstung)
Weitzschen ist eine Ortswüstung auf der Flur von Döhlen (Stadtteil von Freital).
Sie befindet sich zwischen den Orten Döhlen und Burgk. Hier befand sich eine Mühle, weshalb der Ort um 1400 als „(eine Mühle) in Wyczen“ erwähnt wurde. 1461 nannte man den Ort „die Weitzschen hufen“ und 1552 wird „vber der Weyseritz ahn den Weytzschen huffen“ überliefert. Die Grundherrschaft übte 1560 das Rittergut Gauernitz aus. Der Ort war nach Döhlen gepfarrt. 1574 wurde ein „Benedix Fleischer auf der Weitzsche“ benannt, 1640 als wird der Ort als „Zue Niederheselich (Niederhäslich) gelegene Weizschhuefe“ bezeichnet. In den Jahren 1681 und 1791 werden noch die Namensvarianten „Weitzschhuffen“ und „Weitzschhufen“ genannt.
Heute befindet sich Neudöhlen auf der früheren Flur Weitzschens. Das vermutlich letzte erhaltene Gebäude Weitzschens war die 1937 abgerissene Rote Mühle.